# Thomas Maclear
Sir Thomas Maclear, född 17 mars 1794 i Newtownstewart, grevskapet Tyrone, död 14 juli 1879 i Kapstaden, var en irländsk-sydafrikansk astronom.
Maclear var först läkare och ägnade sig därefter åt astronomin. Sedan han under några år varit sysselsatt med astronomiska observationer på ett litet honom tillhörigt privatobservatorium i Biggleswade, Bedfordshire, var han 1834–1870 Thomas Hendersons efterträdare som astronomer royal och direktor för observatoriet i Kapstaden.
Han utförde där omfattande geodetiska arbeten, fixstjärnobservationer (bland annat bestämningar av parallaxer), observationer av ett flertal kometer och av planeterna Uranus, Neptunus och Mars med mera. Större delen av dessa arbeten är offentliggjord i Royal Astronomical Societys Memoirs och Monthly Notices. Maclear, som var Fellow of the Royal Society och tilldelades Lalandepriset 1866 och Royal Medal 1869, har även fått en månkrater uppkallad efter sig.